# Get Out of Your Own Way
Get Out of Your Own Way is een nummer van de Ierse rockband U2 uit 2017, in samenwerking met de Amerikaanse rapper Kendrick Lamar. Het is de tweede single van U2's veertiende studioalbum Songs of Experience.
Het nummer heeft een geanimeerde videoclip. Achter de kleurige stop-motion schuilt een niet mis te verstane aanklacht tegen fascisme. Het collectief stelt de verontrustende opkomst van het fascisme aan de kaak. Onder andere Donald Trump en de Ku Klux Klan krijgen een flinke veeg uit de pan. Aan het begin van de videoclip zien we een regenboog verschijnen, en marcheren leden van de Klu Klux Klan met fakkels. Daarna zien we Trump de gordijnen opentrekken en vervolgens achter zijn bureau documenten ondertekenen. Broken Fingaz Crew, die de video regisseerde, zei dat de clip "de huidige politieke situatie aanpakt": "2017 was voor ons het jaar waarin fascisten wereldwijd genoeg vertrouwen hadden om hun hoofd weer op te steken, aangemoedigd door Trump en andere wereldleiders, die de angst van mensen gebruiken om meer muren te bouwen en segregatie te scheppen".
"Get Out of Your Own Way" werd een klein hitje in België en Spanje. Het haalde de 6e positie in de Vlaamse Tipparade. In Nederland werd het nummer geen hit.